# Casa
株式会社Casa（かぶしきがいしゃカーサ）は、東京都新宿区に本社を置く家賃債務保証会社。

## 概要
賃貸住宅の家賃保証サービスなどの家賃債務保証事業を始め、ひとり親世帯の養育費未払いを保証する養育費保証事業、不動産投資の収益シミュレーションなどを行う「AI SCOPE」を運営する賃貸経営サポート事業、「ママスマ」や「オーナーズ倶楽部」などのメディア事業を行っている。

## 沿革
- 2008年（平成20年）10月 - レントゴー保証株式会社として設立。[1]
- 2008年（平成20年）12月 - 本社を東京都新宿区西新宿に移転。
- 2009年（平成21年）2月 - 株式会社HDAの株式を取得し子会社化。
- 2009年（平成21年）2月 - 日本保証システム株式会社の株式を取得し子会社化。
- 2009年（平成21年）10月 - 株式会社ティーシップの株式を取得し子会社化。
- 2010年（平成22年）12月 - 株式会社Casaに商号変更。
- 2012年（平成24年）1月 - 日本保証システム株式会社を吸収合併。
- 2012年（平成24年）7月 - 株式会社ティーシップを吸収合併。
- 2012年（平成24年）10月 - プライバシーマーク取得。
- 2012年（平成24年）11月 - 株式会社HDAを吸収合併。
- 2014年（平成26年）1月 - リコーリース株式会社と業務提携。
- 2014年（平成26年）1月 - 株式会社リロ・フィナンシャル・ソリューションズと業務提携。
- 2014年（平成26年）10月 - 一般社団法人ハトマーク支援機構と業務提携。
- 2016年（平成28年）7月 - 株式会社まちこえ（現パレットクラウド株式会社）と業務・資本提携。
- 2017年（平成29年）5月 - 「入居者カフェ」のサービスを開始。
- 2017年（平成29年）5月 - 不動産管理支援サービスシステム「大家カフェ」をリリース。
- 2017年（平成29年）10月 - 東京証券取引所市場第二部に株式を上場。
- 2018年（平成30年）8月 - 東京瓦斯株式会社と業務提携。
- 2018年（平成30年）10月 - 東京証券取引所市場第一部指定。
- 2018年（平成30年）12月 - ジャパン少額短期保険株式会社と業務提携。
- 2019年（令和元年）6月 - 株式会社COMPASS（連結子会社）を設立。
- 2019年（令和元年）6月 - リーウェイズ株式会社と資本業務提携。
- 2019年（令和元年）11月 - 入居者の無保険状態を補完する「家財保険料保証サービス」の提供開始。
- 2023年（令和5年）10月 - 東京証券取引所スタンダード市場へ市場変更。

## 事業拠点
- 東京本社 - 東京都新宿区西新宿2‒6‒1 新宿住友ビル30階
- 札幌 - 北海道札幌市中央区南1条西6-11 札幌北辰ビルディング5階
- 仙台 - 宮城県仙台市青葉区中央2-7-30 角川ビル5階
- さいたま - 埼玉県さいたま市浦和区高砂1-1-1 朝日生命浦和ビル6階
- 千葉 - 千葉県船橋市浜町2-1-1 ららぽーと三井ビル6階
- 横浜 - 神奈川県横浜市西区浅間町1-6-5 横浜西口K&Kビル4階
- 静岡 - 静岡県静岡市駿河区南町10-6 村上駅南ビル5階
- 名古屋 - 愛知県名古屋市中区錦1-6-5 名古屋錦シティビル3階
- 大阪 - 大阪府大阪市淀川区宮原5-1-18 新大阪ビル第２７松屋ビル5階

- 岡山 - 岡山県岡山市北区柳町1-1-1 住友生命岡山ビル7階

- 高松 - 香川県高松市紺屋町9-6 高松大同生命ビル2階

- 福岡 - 福岡県福岡市博多区綱場町8-31 はっこう福岡ビル5階

## 報道
2020年12月、 週刊文春によって、社長が社員に対してパワハラを行っていたと報じられた。
報道を受け、同社はパワハラの事実関係や反社会的勢力との関係を解明するため、外部専門家と同社の社外監査役で構成される特別調査委員会を設置し調査を開始した。
その後、2021年2月1日、特別調査委員会から中間調査報告書が提出され、調査の結果、社長と反社会的勢力との間には一切関係が認められないと公表された。
2021年2月26日、特別調査委員会から最終調査報告書が提出され、調査の結果、社長のパワハラは認められないと公表された。